# Jota Hydrae
Ukdah eller Jota Hydrae (ι Hydrae, förkortat Jota Hya, ι Hya) som är stjärnans Bayerbeteckning, är en ensam stjärna belägen i den norra delen av stjärnbilden Vattenormen. Den har en skenbar magnitud på 3,91, är en misstänkt variabel stjärna (magnitud 3,87 till 3,91) och är synlig för blotta ögat där ljusföroreningar ej förekommer. Baserat på parallaxmätning inom Hipparcosuppdraget på ca 12,4 mas, beräknas den befinna sig på ett avstånd på ca 263 ljusår (ca 81 parsek) från solen.

## Nomenklatur
Jota Hydrae var tillsammans med Tau¹ Hydrae, Tau² Hydrae och 33 Hydrae (A Hydrae), Ptolemis Καμπή (Kampē), medan Kazwini benämnde dem som "Uhda","Knuten". Enligt ett NASA-memorandum från 1971 var [UIDAH] titeln för fyra stjärnor: Tau¹ Hydrae som Ujdah I, Tau² Hydrae som Udaj II, 33 Hydrae som Ujdah III och Jota Hydrae som Udah IV. 
År 2016 anordnade International Astronomical Union en arbetsgrupp för stjärnnamn (WGSN) med uppgift att katalogisera och standardisera riktiga namn för stjärnor. WGSN fastställde namnet Ukdah för Jota Hydrae i juni 2018 och de ingår nu i IAU:s Catalog og Star Names.

## Egenskaper
Jota Hydrae är en orange till röd jättestjärna av spektralklass K2.5 III och är en bariumstjärna, vilket innebär att den visar för en jättestjärna ovanligt starka absorptionslinjer av enkeljoniserat barium och strontium. Den har en massa som är nästan dubbelt så stor som solens massa, en radie som är ca 33 gånger större än solens och utsänder från dess fotosfär ca 83 gånger mera energi än solen vid en effektiv temperatur av ca 4 200 K.
Jota Hydrae kan ingå av rörelsegruppen Wolf 630 av stjärnor som delar en gemensam rörelse genom rymden.